# Akrit Jaswal
- [carece de fontes?]

[carece de fontes?]
Tem um Q.I. estimado em 146 através de um único teste. Na sua localidade, Akrit Jaswal é considerado uma reencarnação. Ele é consultado pelos seus vizinhos e por pessoas de áreas adjacentes relativamente a doenças, receitas médicas e métodos de tratamento.
Akrit Jaswal já andava e falava aos 10 meses de idade. Aos dois anos, ele já havia aprendido a ler e escrever. Quando tinha cinco anos, Akrit lia obras de Shakespeare em inglês. Além disso, ele se tornou o cirurgião mais jovem do mundo aos sete anos de idade. Akrit é reconhecido por sua reputação de ser um gênio na área médica. Ele operou com sucesso uma menina de oito anos, uma paciente com queimaduras. Como resultado da queimadura, seus dedos se fundiram. Akrit realizou a cirurgia e libertou seus dedos.